# Jorge Abraham Amado
Jorge Abraham Amado (Córdoba, Argentina, 22 de agosto de 1947) más conocido como "El Turco Amado" es un exfutbolista argentino de origen sirio, se nacionalizado colombiano para poder jugar el mundial de Argentina 78 con la Selección Colombia. Su hijo José Amado es reconocido por trabajar como panelista y corresponsal en el canal Fox Sports en el programa 90 minutos de fútbol cubriendo todo lo que pasa con el Racing de Avellaneda.

## Trayectoria
Jorge Abraham o simplemente conocido como el 'Turco' Amado jugó profesionalmente en clubes como Banfield, San Lorenzo, Estudiantes y Millonarios, con el que quedó campeón en 1978 y la Selección Colombia.
Jorge Abraham "El Turco" Amado se inició como volante derecho en el Club Avellaneda de Córdoba (1965 - 1967), fue transferido a San Lorenzo en 1968 donde se desempeñó hasta 1970 con 14 partidos y 1 gol, fue campeón con el famoso equipo "Los Matadores". En 1971 fue transferido a Banfield donde jugó 96 partidos convirtiendo 7 goles. En 1972 es vendido al Estudiantes, bajo la dirección de Carlos Bilardo, "EL Turco" juega en el equipo Pincha en 1973 y 1974 donde marca 7 goles en 74 partidos. Establece una marca en el fútbol argentino de 194 partidos, con 15 goles marcados.
En 1975 lo compra el Club Millonarios de Colombia en 40,000 dólares y juega 257 partidos oficiales (245 por liga y 12 por Libertadores), se consagra campeón en 1978 logrando la estrella número 11 del Club bogotano. Con Millonarios jugó dos Copas Libertadores donde marcó dos goles, siendo además partícipe del primer triunfo de un equipo colombiano en este torneo, enfrentamiento que se llevó a cabo en Argentina ante Quilmes, por 2 tantos contra 1. Su buen nivel con los 'embajadores' le valió para ser nacionalizado y jugar con la Selección Colombia.
En 1980 sale del club y juega seis meses en el Deportivo Pereira, con 22 partidos y 1 gol, cerrando su carrera en Independiente Santa Fe, donde jugó 31 partidos, marcando 5 goles y posteriormente se retiró en 1981.

## Clubes
| Club                | País                | Año                 | Partidos | Goles' |
| ------------------- | ------------------- | ------------------- | -------- | ------ |
| San Lorenzo         | Argentina           | 1968-1970           | 14       | 1      |
| Banfield            | Argentina           | 1971-1972           | 96       | 7      |
| Estudiantes         | Argentina           | 1973-1974           | 74       | 7      |
| Millonarios         | Colombia            | 1975-1980           | 257      | 22     |
| Deportivo Pereira   | Colombia            | 1981                | 22       | 1      |
| Santa Fe            | Colombia            | 1981                | 31       | 5      |
| Total en su Carrera | Total en su Carrera | Total en su Carrera | 494      | 43     |

### Estadísticas
| Club                   | Temporada | Liga | Liga  | Copa Libertadores | Copa Libertadores | Total | Total |
| Club                   | Temporada | PJ.  | Goles | PJ.               | Goles             | PJ.   | Goles |
| ---------------------- | --------- | ---- | ----- | ----------------- | ----------------- | ----- | ----- |
| Millonarios · Colombia | 1975-1980 | 245  | 20    | 12                | 2                 | 257   | 22    |

## Selección Colombia
Con la Selección Colombia jugó 2 partidos de eliminatorias al mundial de Argentina 1978, uno de ellos enfrentando a Brasil en el Maracaná, allí se quedó con la camiseta de Rivelino, la cual aún conserva su hijo.